# Série de pièces commémoratives américaines des Jeux Olympiques d'hiver de 2002
La série de pièces commémoratives américaines des Jeux Olympiques d'hiver de 2002 est une série commémorative, non circulante, émise par la Monnaie des États-Unis en 2002, et frappée au Monnaies de Philadelphie et de West Point.
Elle est autorisée par la loi publique 106-435 pour soutenir les Jeux olympiques d'hiver de 2002 à Salt Lake City. Les surtaxes provenant de la vente de ces pièces contribuent au financement d'une série d'organisations et de projets d'intérêt public. La série comprend une pièce de 1 dollar en argent et une pièce de 5 dollars en or.

## Contexte
Les Jeux olympiques d'hiver de 2002 sont une manifestation internationale multisports d'hiver qui se déroulee du 8 au 24 février 2002 à Salt Lake City, dans l'Utah, aux États-Unis, et dans ses environs. 
La Monnaie des États-Unis émet deux pièces commémoratives pour soutenir ces Jeux olympiques. Une partie du produit de la vente de chaque pièce — 35 dollars pour les half eagles en or et dix pour les dollars en argent — est autorisée.

## Législation
Le projet de loi H.R. 3679, prévoyant la frappe de pièces commémoratives pour soutenir les Jeux olympiques d'hiver de 2002 à Salt Lake City et les programmes du Comité olympique des États-Unis. est introduit à la Chambre par le représentant républicain de l'Utah, Merril Cook, le 16 février 2000. Approuvé par la Chambre le 19 septembre, il est envoyé au Sénat le lendemain où il passe le 23 octobre 2000. Le projet est présenté au président Bill Clinton qui le signe le 6 novembre 2000 pour en faire la loi publique 106-435.

## Dessins

### Dollar
L'avers de la pièce de 1 dollar, crée par John Mercanti, représente l'emblème en cristal des Jeux olympiques d'hiver de 2002, un flocon de neige stylisé, sur fond d'une seconde marque identitaire intitulée Rhythm of the land (rhythme de la Terre), avec les anneaux olympiques en dessous. Les inscriptions sont LIBERTY, XIX OLYMPIC WINTER GAMES, SALT LAKE 2002 et IN GOD WE TRUST,,.
Le revers, conçu par Donna Weaver, représente la ligne d'horizon de Salt Lake City avec les montagnes Rocheuses en arrière-plan. Le « rythme de la terre » apparaît en arc de cercle au-dessus. Les inscriptions sont XIX OLYMPIC WINTER GAMES, la devise E PLURIBUS UNUM, la valeur faciale, ONE DOLLAR et le pays émetteur, UNITED STATES OF AMERICA,,.

### Half eagle
L'avers de la pièce de 5 dollars, œuvre de Donna Weaver, présente également l'emblème de cristal des JO d'hiver 2002, superposé au « rythme de la terre ». La disposition est plus angulaire et géométrique. Les inscriptions comprennent LIBERTY, IN GOD WE TRUST, SALT LAKE et la date d'émission, 2002,,.
Le revers, réalisé par la même graveuse, représente la flamme olympique dans la vasque. Comme sur l'avers, la flamme est géométrique et abstraite. Les inscriptions sont le pays émetteur, UNITED STATES OF AMERICA, la devise E PLURIBUS UNUM et la valeur faciale, FIVE DOLLAR,,.
|                                                                    |
| Avers de la pièce de 5 dollars de Jeux olympiques d'hiver de 2002. |

|                                                     |
| Revers du half eagle des JO de Salt Lake City 2002. |

## Production et vente
La loi qui autorise l'émission de la série commémorative permet une frappe maximum de 80 000 pièces de 5 dollars et 400 000 dollars, les half eagles étant émis par la Monnaie de West Point, tandis que la Monnaie de Philadelphie se charge des pièces de 1 dollar. Les pièces sont dévoilées le 14 janvier 2002 par le comité organisateur.
Un total de 43 462 exemplaires de la pièce en or sont vendus, dont 32 877 en version belle épreuve et 10 585 en finition brillant universel. Les ventes du dollar en argent s'élèvent à 207 121 unités — 166 864 belle épreuve et 40 257 brillant universel — soit un peu plus de la moitié des frappes maximales autorisées pour les deux pièces.
Les bénéfices réalisés par les ventes sont attribués au comité d'organisation des Jeux olympiques de Salt Lake City.